# Decatur County (Georgia)
Das Decatur County ist ein County im Bundesstaat Georgia der Vereinigten Staaten. Der Verwaltungssitz (County Seat) ist Bainbridge, benannt nach Commodore William Bainbridge, Kommandeur der Constitution.

## Geographie
Das County liegt im Südwesten von Georgia an der Nordgrenze zu Florida und hat eine Fläche von 1614 Quadratkilometern, wovon 68 Quadratkilometer Wasserfläche sind und grenzt im Uhrzeigersinn an folgende Countys: Baker County, Mitchell County, Grady County, Seminole County und Miller County.

## Geschichte
Decatur County wurde am 8. Dezember 1823 aus Teilen des Early County gebildet. Benannt wurde es nach Commodore Stephen Decatur, der 1815 die Barbary-Küstenpiraten besiegte.

## Demografische Daten
Laut der Volkszählung von 2010 verteilten sich die damaligen 27.842 Einwohner auf 10.390 bewohnte Haushalte, was einen Schnitt von 2,58 Personen pro Haushalt ergibt. Insgesamt bestehen 12.125 Haushalte.
69,8 % der Haushalte waren Familienhaushalte (bestehend aus verheirateten Paaren mit oder ohne Nachkommen bzw. einem Elternteil mit Nachkomme) mit einer durchschnittlichen Größe von 3,10 Personen. In 35,4 % aller Haushalte lebten Kinder unter 18 Jahren sowie in 27,3 % aller Haushalte Personen mit mindestens 65 Jahren.
28,5 % der Bevölkerung waren jünger als 20 Jahre, 24,5 % waren 20 bis 39 Jahre alt, 27,7 % waren 40 bis 59 Jahre alt und 19,3 % waren mindestens 60 Jahre alt. Das mittlere Alter betrug 38 Jahre. 48,9 % der Bevölkerung waren männlich und 51,1 % weiblich.
54,2 % der Bevölkerung bezeichneten sich als Weiße, 41,1 % als Afroamerikaner, 0,4 % als Indianer und 0,5 % als Asian Americans. 2,5 % gaben die Angehörigkeit zu einer anderen Ethnie und 1,2 % zu mehreren Ethnien an. 5,0 % der Bevölkerung bestand aus Hispanics oder Latinos.
Das durchschnittliche Jahreseinkommen pro Haushalt lag bei 31.090 USD, dabei lebten 29,6 % der Bevölkerung unter der Armutsgrenze.

## Kultur und Sehenswürdigkeiten

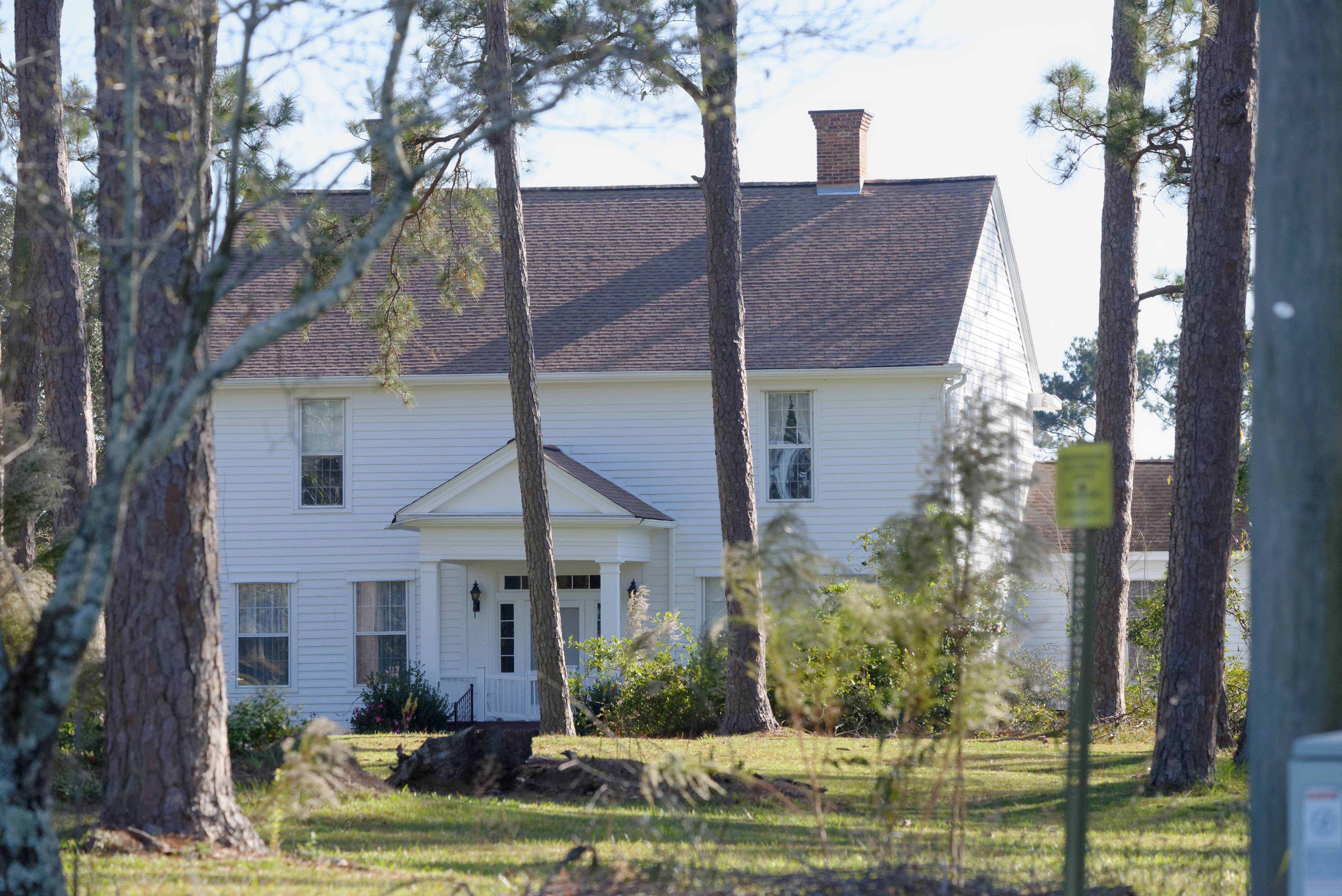
Curry Hill Plantation (2020). Das Herrenhaus dieser nahe Bainbridge gelegenen Plantage entstand in den 1850er Jahren und weist Stilelemente des Greek Revival („griechisches Wiederaufleben“) auf. Im Januar 1973 wurde das Bauwerk als erstes Objekt im County in das NRHP eingetragen.

Acht Bauwerke und „historische Bezirke“ (Historic Districts) im Decatur County sind im National Register of Historic Places („Nationales Verzeichnis historischer Orte“; NRHP) eingetragen (Stand 29. September 2023), neben dem Gerichts- und Verwaltungsgebäude sind dies unter anderem eine ehemalige Plantage und eine afroamerikanische Kirche.

## Orte im Decatur County
Orte im Decatur County mit Einwohnerzahlen der Volkszählung von 2010:
Cities:
- Attapulgus – 449 Einwohner
- Bainbridge (County Seat) – 12.697 Einwohner
- Climax – 280 Einwohner

Town:
- Brinson – 215 Einwohner